# Ceriporia cystidiata
Ceriporia cystidiata är en svampart som beskrevs av Ryvarden & Iturr. 2003. Ceriporia cystidiata ingår i släktet Ceriporia och familjen Phanerochaetaceae.   Inga underarter finns listade i Catalogue of Life.